# Choi Kyu-baek
Choi Kyu-baek (23 de janeiro de 1994) é um futebolista profissional sul-coreano que atua como defensor, atualmente defende o Jeonbuk Hyundai.

## Carreira
Choi Kyu-baek fez parte do elenco da Seleção Sul-Coreana de Futebol nas Olimpíadas de 2016.